# Regulation of Investigatory Powers Act 2000
Lire en ligne

Legislation.gov.uk : (en) version initiale, version consolidée

Regulation of Investigatory Powers Act 2000 (RIP ou RIPA) est une loi du Royaume-Uni qui régule les pouvoirs des institutions publiques qui effectuent de la surveillance, des enquêtes ou des écoutes électroniques. Elle a été introduite dans le but de tenir compte des changements technologiques, tels que l'importance grandissante d'Internet et les méthodes de chiffrage qualifiées de solides.
La RIPA peut être invoquée par tout officiel britannique désigné pour des raisons de sécurité nationale, ainsi que dans les buts de prévenir ou de détecter un crime, prévenir l'agitation populaire, assurer la paix publique, protéger la santé publique ou encore pour assurer la santé économique du Royaume-Uni.
Le projet de loi Regulation of Investigatory Powers (RIP) Bill a été introduit à la Chambre des communes britannique le 8 février 2000 et a complété son parcours au parlement le 26 juillet. Il a reçu la sanction royale le 28 juillet.
En septembre 2003, le ministre de l'Intérieur David Blunkett a annoncé de vastes extensions à la liste de ceux pouvant se prévaloir des informations recueillies dans le cadre de RIPA. En 2008, la liste inclut les Jobcentres, les conseils municipaux et le Chief Inspector of Schools (équivalent de l'Inspecteur général des écoles en France). Les groupes de défense des droits civils et du droit à la vie privée ont qualifié ces extensions de « charte pour fouiner ». Au moment de la mise en vigueur de la loi, seulement neuf organismes avaient le droit de se prévaloir de RIPA, dont les corps policiers et les services de renseignement. En 2008, c'est 792 organismes (incluant 474 conseils), qui peuvent s'en prévaloir.

## Résumé
Le RIPA permet au gouvernement britannique d'accéder à toute communication électronique d'une personne, qu'elle soit physique ou morale. La loi :
- permet au gouvernement d'exiger, dans le secret, qu'un fournisseur d'accès à internet lui donne accès aux communications d'une personne ;
- permet la surveillance de l'ensemble des communications transitant par le territoire britannique ;
- permet au gouvernement d'exiger qu'un fournisseur d'accès à internet fasse une mise à niveau de ses équipements de télécommunications dans le but de faciliter la surveillance ;
- permet au gouvernement d'exiger qu'une personne lui remettent les clés ayant servi à chiffrer ses informations (par exemple, communications, fichiers et agenda) ;
- permet au gouvernement de surveiller les activités Internet de toute personne ;
- prévient la publication en cours de justice de toutes les informations recueillies, ainsi que de tout document ayant permis de les recueillir.

## Controverses
Des critiques affirment que les spectres du terrorisme, du crime informatique et de la pédophilie ont été mis de l'avant pour faire avancer le projet et qu'il y a eu peu de débats à la Chambre des communes britannique. La loi a été régulièrement critiquée par différents groupes ou personnes, plusieurs la voyant comme excessive et une menace à la vie privée au Royaume-Uni. Keith Vaz, président du Home Affairs Committee à la Chambre des communes, estime que RIPA est une invitation à l'abus, car certains dossiers étaient « insignifiants et vindicatifs, ». Par ailleurs, Brian Binley, un membre du parlement, a exigé que les conseils municipaux cessent d'y recourir, les accusant d'agir à la façon de Dick Tracy, détective apparaissant dans des comics.
En avril 2008, des officiers du conseil municipal de Dorset ont mis trois enfants et leurs parents sous surveillance tant à la maison que dans leurs activités quotidiennes pour déterminer s'ils vivaient dans la zone de proximité scolaire (school catchment area) d'une certaine école,,. Le même conseil, toujours en s'appuyant sur les provisions de RIPA, a mis sous surveillance des pêcheurs pour déterminer s'ils pêchaient illégalement des coquillages et des palourdes. D'autres conseils municipaux britanniques ont agi de même pour découvrir des propriétaires de chien qui ne ramassent pas les crottes de leur animal de compagnie et des personnes qui jettent leurs déchets dans des endroits interdits.
Selon le Daily Telegraph, les conseils municipaux mènent chaque mois plus d'un millier de surveillances clandestines dans le but de trouver des crimes mineurs, comme fumer avant l'âge légal. David Smith, adjoint au commissaire du Information Commissioner's Office (ICO) a mentionné qu'il est inquiet à propos de la surveillance qui a cours à Poole. En juin 2008, le président du Local Government Association, Sir Simon Milton, a fait parvenir une lettre aux responsables de chaque conseil en Angleterre, demandant avec insistance que les autorités locales n'usent pas des nouveaux pouvoirs que leur confèrent RIPA pour des enjeux mineurs et a suggéré une « revue annuelle de ces pouvoirs par un comité de surveillance approprié, ».

## Culture populaire
- Dans la série télévisée Bodyguard, la loi RIPA est un élément important de l'intrigue puisque qu'une tentative de mise à jour de cette loi par la Secrétaire d'État à l'Intérieur Julia Montague est à l'origine de plusieurs attentats terroristes visant la Secrétaire.